# Torla-Ordesa
Pour les articles homonymes, voir Torla.
Torla est une municipalité de la comarque de Sobrarbe, dans la province de Huesca, dans la communauté autonome d'Aragon en Espagne.

## Géographie

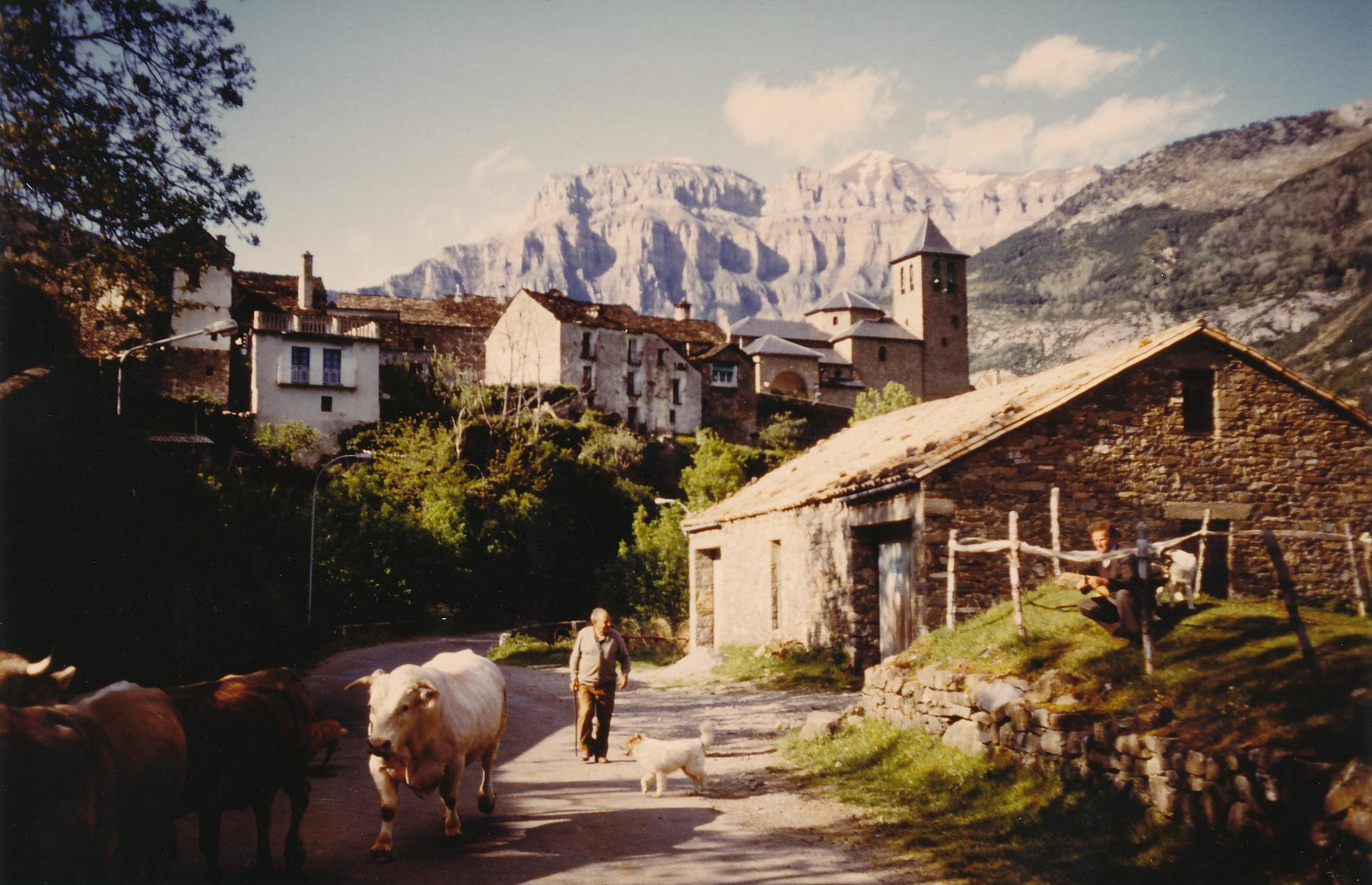
Torla